# Maurizio & Fabrizio
Maurizio & Fabrizio è stato un duo musicale, attivo all'inizio degli anni settanta.

## Storia del gruppo
I componenti sono i fratelli Fabrizio, cioè Salvatore Fabrizio più conosciuto come Popi e Maurizio Fabrizio, ex componenti de I 4 + 4 di Nora Orlandi.
Nel 1970 partecipano alla Mostra internazionale di musica leggera di Venezia, conquistando il terzo posto con Come il vento, dietro la vincitrice Ornella Vanoni e Malattia d'amore, cantata da Donatello e che vede come autore lo stesso Popi Fabrizio con i testi di Luigi Albertelli.
Nel 1971 sono presenti al Festival di Sanremo con la canzone Andata e ritorno, che non entra in finale.
A metà degli anni settanta entrano a far parte della casa discografica Come Il Vento (che prende il nome dalla loro canzone del 1970), creata da Michele Del Vecchio e distribuita dalla RCA Italiana, per cui incideranno tra gli altri Mia Martini e Dario Baldan Bembo.
In seguito alla separazione, Maurizio ha continuato a comporre diventando uno dei più importanti compositori italiani (ad esempio: Almeno tu nell'universo e I migliori anni della nostra vita) e Popi diventa Direttore Artistico della Polygram, oggi Universal, e poi della BMG. Gli artisti da lui scoperti e portati al successo sono Rossana Casale, Biagio Antonacci, Giorgia, Alex Baroni, Tiromancino, I Ragazzi Italiani, Lisa ed altri come Leandro Barsotti, Petra Magoni, Timoria e Denovo. Popi è anche il compositore della musica dello spot ufficiale ed istituzionale di Canale 5 nonché di sigle televisive, per esempio L'Apemaia.

## Discografia parziale

### Singoli
- 1970 - Come il vento/Neve
- 1971 - Andata e ritorno/Marzo
- 1971 - Campagna senza fiori/Attenzione occasione